# Pangasius lithostoma
Pangasius lithostoma ist eine Fischart aus der Gattung Pangasius innerhalb der Familie der Haiwelse. Die Art ist nur aus dem Kapuas-Basin im Westen Borneos bekannt.

## Merkmale
Pangasius lithostoma erreicht eine Körperlänge von mindestens 22 cm. Die Art unterscheidet sich von anderen Pangasius-Arten durch eine Gaumenbezahnung, die aus einer einzelnen, großen, konvexen Zahnplatte am Gaumenbein besteht, die sich deutlich in den Maulraum herunter erstreckt. Die Humeraldrüse ist nur mäßig groß und der Fortsatz des Humerus kurz. Die Afterflosse weist 40 bis 41 Weichstrahlen auf. Die Kiemenreuse trägt am ersten Bogen 22 bis 26 Strahlen. Der Körper trägt keine Musterung. Die Flossen sind dunkel.